# Pascal Plovie
Pascal Yvan Plovie (n. Brujas, Bélgica, 7 de mayo de 1965) es un exfutbolista y actual entrenador belga, que jugaba de defensa y militó en diversos clubes de Bélgica (jugó solamente en 2 clubes de su país y en 2 ciclos cada uno).

## Selección nacional
Con la Selección de fútbol de Bélgica, disputó 5 partidos internacionales y no anotó goles. Incluso participó con la selección austriaca, en una sola edición de la Copa Mundial. La única participación de Plovie en un mundial, fue en la edición de Italia 1990. donde su selección quedó eliminado, en los octavos de final de la cita de Italia, tras perder en el alargue por 1-0, ante la Inglaterra de Gary Lineker en Bologna.

### Participaciones en Copas del Mundo
| Mundial                        | Sede   | Resultado    |
| ------------------------------ | ------ | ------------ |
| Copa Mundial de Fútbol de 1990 | Italia | Primera Fase |

## Clubes
| Club          | País    | Año         |
| ------------- | ------- | ----------- |
| Club Brujas   | Bélgica | 1984 - 1986 |
| Royal Amberes | Bélgica | 1986 - 1988 |
| Club Brujas   | Bélgica | 1988 - 1996 |
| Royal Amberes | Bélgica | 1996 - 1998 |